# اچ‌دی ۱۸۸۳۸۵
اچ‌دی ۱۸۸۳۸۵ یک ستاره است که در صورت فلکی عقاب قرار دارد.